# NGC 3184
NGC 3184是位於大熊座的螺旋星系，距離地球約4,000萬光年。NGC 3184有兩個 HII 區域，命名為NGC 3180和NGC 3181。
NGC 3184 含有大量重元素，並發現過許多超新星，例如II 型超新星SN 1999gi，於1999年12月9日被發現 。其他超新星包括 1921B（13.5 等）、1921C（11 等）和 1937F（13.5 等）。

## SN 2010dn
2010年5月31日，日本業餘天文學家板垣公一在NGC 3184中心以東33" 和以北 61" 處發現一顆17等光學瞬變體。該事件可能是一顆爆發的高光度藍變星（LBV）。哈伯太空望遠鏡和史匹哲太空望遠鏡檔案影像似乎沒有發現SN 2010dn的前身星。目前科學家認為SN 2010dn 類似SN 2008S和NGC 300-OT。SN 2010dn的視星等為17.1，峰值絕對星等約為-13.3等。

## 外部連結
- NASA Astronomy Picture of the Day: Spiral Galaxy NGC 3184 (20 September 2000)
- Spiral Galaxy NGC 3184 & Supernova 1999gi （页面存档备份，存于） (20-inch F/8.1 Ritchey Chretien Cassegrain)
- Supernova 1999gi in NGC 3184 （页面存档备份，存于） (supernovae.net)
- Discovery image of SN2010dn[永久] (2010-05-31 mag 17.5) /  Wikisky DSS2 （页面存档备份，存于） and SDSS （页面存档备份，存于） zoom-in of the same region